# Viện Hàng không Vũ trụ Viettel
Viện Hàng không Vũ trụ Viettel (tên giao dịch tiếng Anh: Viettel Aerospace Institute, viết tắt: VTX) là một đơn vị nghiên cứu và phát triển thuộc Tập đoàn Công nghiệp – Viễn thông Quân đội (Viettel), hoạt động chủ yếu trong lĩnh vực công nghệ hàng không, vũ trụ và quốc phòng. Viện được thành lập nhằm phục vụ cho chiến lược phát triển công nghiệp quốc phòng hiện đại, tự lực, tự cường của Việt Nam.
Được thành lập dựa trên tiền thân là Trung tâm A1, Phân viện Khí cụ bay, Viện Nghiên cứu và Phát triển Viettel, Tập đoàn Viễn thông Quân đội. Kế thừa chức năng đó, Viện Hàng không Vũ trụ Viettel  đã và đang phát triển cho ngành công nghiệp hàng không vũ trụ Việt Nam; thúc đẩy các hoạt động nghiên cứu và phát triển về công nghiệp hàng không vũ trụ trong các viện nghiên cứu, các trường đại học và các doanh nghiệp trong cả nước, góp phần xây dựng và bảo vệ tổ quốc. Trở thành tổ hợp công nghiệp hàng không vũ trụ hàng đầu khu vực, bao gồm các trung tâm nghiên cứu, hệ thống phòng thí nghiệm, xưởng tổng lắp, nhà máy sản xuất, trung tâm đo thử và khu vực thử nghiệm tiên tiến, hiện đại mang tầm quốc tế. Trong nhiệm vụ quốc phòng, viện đã có nhiều thành tựu trong việc nghiên cứu nâng cấp và sản xuất mới các loại máy bay không người lái, tên lửa phòng không và tên lửa chống hạm nhằm nâng cao sức mạnh của Quân đội nhân dân Việt Nam.
Viện hiện là một trong những đơn vị chủ lực của Viettel trong việc thúc đẩy tiến trình hiện đại hóa quốc phòng theo định hướng kết hợp chặt chẽ giữa nghiên cứu khoa học và sản xuất công nghiệp công nghệ cao.

## Lịch sử
Viện Hàng không Vũ trụ Viettel tiền thân là Trung tâm A1 trực thuộc Phân viện Khí cụ bay, Viện Nghiên cứu và Phát triển Viettel, Tập đoàn Viễn thông Quân đội, được thành lập vào ngày 18/8/2014 theo Quyết định số 1779/QĐ-VTQĐ-TCNL của Tổng Giám đốc Tập đoàn.
Ngày 18/01/2016, Tổng Giám đốc Tập đoàn Viễn thông Quân đội ký quyết định số 21/QĐ-VTQĐ-TCNL thành lập tạm thời Viện Hàng không vũ trụ Viettel trực thuộc Tập đoàn.
Ngày 25/02/2017 Bộ trưởng Bộ Quốc phòng ra quyét định số 501/QĐ-BQP thành lập Viện Hàng không Vũ trụ Viettel trực thuộc Tập đoàn Viễn thông Quân đội (nay là Tập đoàn Công nghiệp – Viễn thông Quân đội).
Viện Hàng không Vũ trụ Viettel có nhiệm vụ nghiên cứu, thiết kế, chế tạo, sản xuất các trang thiết bị kỹ thuật quân sự công nghệ cao theo yêu cầu nhiệm vụ Bộ Quốc phòng giao, làm chủ khoa học công nghệ trong lĩnh vực hàng không vũ trụ.
Trong giai đoạn 2016-2023, đơn vị có 2 năm được tặng danh hiệu Cờ Thi đua Chính phủ, 5 năm được tặng danh hiệu Cờ thi đua Bộ Quốc phòng, 1 năm được tặng danh hiệu Đơn vị Quyết thắng. Đến nay, Viện Hàng không Vũ trụ Viettel đã nhận Huân chương Bảo vệ Tổ quốc hạng nhất, 8 bằng khen Bộ Quốc phòng, 3 Bằng khen Tổng cục Chính trị.
Vào ngày 9/12/2024, Viện Hàng không Vũ trụ Viettel được Chủ tích nước Lương Cường trao tặng danh hiệu Anh hùng Lực lượng vũ trang nhân dân cho Viện Hàng không Vũ trụ Viettel.